# Dominik Collet
Dominik Collet (* 1972) ist ein deutsch-norwegischer Historiker mit dem Schwerpunkt Umweltgeschichte.

## Leben
Er studierte von 1993 bis 2000 Geschichte und Kunstgeschichte an den Universitäten Göttingen, Madrid und Norwich. Von 2001 bis 2004 war er wissenschaftlicher Mitarbeiter am Max-Planck-Institut für Geschichte in Göttingen und Stipendiat am Warburg Institute. 2005 war er Herzog-Ernst-Stipendiat am Forschungszentrum Gotha der Universität Erfurt für kulturwissenschaftliche Studien. Nach der Promotion 2006 an der Universität Hamburg war er von 2006 bis 2010 wissenschaftlicher Mitarbeiter am Lehrstuhl für Geschichte der Frühen Neuzeit der Universität Göttingen. Von 2010 bis 2012 arbeitete er als Koordinator/Postdoc am DFG-Graduiertenkolleg Interdisziplinäre Umweltgeschichte. Naturale Umwelt und gesellschaftliches Handeln in Mitteleuropa. Von 2010 bis 2014 war er Fellow am Jungen Zentrum für interdisziplinäre Forschung (ZiF). Seit 2013 war er Nachwuchsgruppenleiter am Heidelberg Center for the Environment der Universität Heidelberg. Nach der Habilitation 2018 im Fach Neuere und Neueste Geschichte in Heidelberg ist er ab Oktober 2018 Professor für Umweltgeschichte an der Universität Oslo.
Seine Fachgebiete sind Umweltgeschichte der Frühen Neuzeit, Globalgeschichte der Dinge, Geschichte des Museums und Kulturgeschichte des Wissens.

## Schriften (Auswahl)
- Die Welt in der Stube. Begegnungen mit Außereuropa in Kunstkammern der Frühen Neuzeit. Vandenhoeck & Ruprecht, Göttingen 2007, ISBN 3-525-35888-1.
- mit Thore Lassen und Ansgar Schanbacher (Hrsg.): Handeln in Hungerkrisen. Neue Perspektiven auf soziale und klimatische Vulnerabilität. Universitäts-Verlag Göttingen, Göttingen 2012, ISBN 978-3-86395-152-8.
- mit Manfred Jakubowski-Tiessen (Hrsg.): Schauplätze der Umweltgeschichte in Schleswig-Holstein. Universitäts-Verlag Göttingen, Göttingen 2013, ISBN 978-3-86395-041-5.
- mit Sven Petersen und Marian Füssel (Hrsg.): Umwelten. Ereignisse, Räume und Erfahrungen der Frühen Neuzeit. V&R Unipress, Göttingen 2015, ISBN 978-3-8470-0395-3.
- Die doppelte Katastrophe. Klima und Kultur in der europäischen Hungerkrise 1770–1772. Vandenhoeck & Ruprecht, Göttingen 2019, ISBN 3-525-35592-0.